# Historia de Alcaudete

## Prehistoria
Sería injusto, aún en un trabajo sencillo como este, el no citar al padre Alejandro Recio de venganza, auténtico pionero de la arqueología alcaudetense. Él, auténtico maestro de estos saberes, hizo magníficos estudios de los hallazgos más importantes que en tierras del término de Alcaudete han ocurrido.
Su situación en el valle del Guadalquivir, entre la España interior y la mediterránea, hizo que hubiera asentamientos humanos desde los tiempos prehistóricos.
En el Paleolítico Inferior y Medio hubo clanes o tribus de pocos miembros, que fueran aumentando durante el Paleolítico Superior y el Neolítico. En el término se han encontrado hachas de piedra, puntas de flecha y lascas, pertenecientes a periodos del Paleolítico Inferior, Medio y Superior.
De la Edad del Bronce quedan restos en la Sierra de Villodres, y útiles de piedra. Villodres quiere decir "villa de Odres", siendo estos "odres" la denominación que se le daba a las vasijas en donde se depositaban los restos humanos en la Edad del Bronce. En 1972, el tractorista Félix Fernández, en el "Cortijo de la Fuente", rompió una sepultura en la que se encontró un vaso pequeño, que se probó era argárico. De la llamada Cultura del Argar ha aparecido en la zona N. del municipio restos como una "tulipa" argárica y muestras de puntas de flechas y lanzas de bronce.
Probablemente, los tartesios fundaron y poblaron Alcaudete, aunque no nos quedan restos arqueológicos para demostrarlo.
Una vez acabados los tartesios en esta zona estuvieron asentados los túrdulos que fueron los que dieron estructura social y política al pueblo. Introdujeron el cultivo de la vid y del olivo. Se han encontrado restos y monedas de esta época. De la época íbera, existe una necrópolis del siglo VI a.E. en el llamado Cerro Merino, cuya excavación parcial arrojó gran cantidad de urnas cinerarias, decoradas con dibujos o estampilladas; también aparecieron fíbulas, vidrio púnico y cerámica de imitación griega. La necrópolis se encuentra situada en el declive del cerro, ocupando la cima del mismo restos de la población íbera, atestiguada por restos de cerámica, fusayolas y productos de industria lítica. En otras zonas del término de Alcaudete existen numerosos restos, entre los que son abundantes los exvotos de cerámica, por lo que hay quién aboga por la ubicación en este lugar de un santuario ibérico.
La investigación arqueológica y toponímica ha venido a demostrar que la ciudad árabe de Al-Qabdaq, hoy Alcaudete, no estuvo habitada por íberos en su actual emplazamiento, en cambio hubo en sus alrededores una serie de núcleos ibero-turdetanos, conociéndose el emplazamiento de alguno de ellos, aunque se desconoce el nombre que tuvieron. Así existieron focos de población ibérica en Fuente Amuña y Cerro de los Santos, Encina Hermosa (descampado próximo a Ventas del Carrizal), Salobral y Bobadilla.
En el C.I.L. II hay recogidas una serie de inscripciones, ciertamente iberoturdetanas, en las que se mencionan núcleos de población como "Ipocobulco" y “Sosontigi”. Algunos autores intentan situar a "Ipocobulco" en Encina Hermosa y a "Sosontigi" en el Salobral, basándose el segundo emplazamiento en el hallazgo de una lápida sepulcral, de una tal Petronia Sosontigitana, en dicho lugar. En los dos casos se trata de meras hipótesis, no desprovistas, ciertamente, de algún fundamento.
En la Fuente Amuña se han encontrado urnas, falcatas, flechas, cerámica y bronce. En el Cerro de los Santos, había gran cantidad de exvotos o estatuillas. Esta idea aún se puede reforzar con el nombre que tiene este último lugar, ya que el lenguaje popular ha asignado siempre el nombre de "santos" a las figuras humanas de las que desconoce su significación real (esculturas, exvotos, etc.). Debemos tener en cuenta que el hallazgo esporádico de un "santo" no es suficiente para designar el lugar de su hallazgo con este nombre, debiendo haber, por tanto, un cierto número de figuras encontradas, que de haber sido de cierta consideración podrían indicar la existencia de un santuario que hubiera existido en lo que hoy conocemos por Cerro de los Santos, o en sus proximidades (Cerro de la Celada). No obstante, se trata de conjeturas que, si bien tienen cierto fundamento, quedan aún por demostrar.
En el llamado "Corral de Galán" se encontró un bajorrelieve de un guerrero con trazas ibéricas, así como en la Bobadilla han aparecido estatuillas en piedra. También tenernos constancia de la existencia de una figura ibérica oferente y un relieve de Attis, cuyo paradero actual es desconocido.
Las tierras túrdulas, incluido Alcaudete, no pudieron ser tomadas por la fuerza por los cartagineses sino que tuvieron que establecer una alianza.

## Edad Antigua
De la cultura romana se han encontrado tres asentamientos: en el cortijo de Arroyo Ahillo, cortijo de la Tejera y huertas de Espejo.
J. Ruiz Jiménez, habla de la existencia de un núcleo de población, al parecer iberorromano, al pie de la Sierra Ahillos y distante una media legua del actual Alcaudete, en el cortijo de Arroyo Ahillo, para lo que se basa en el hallazgo de restos que parecen indicar la existencia de un foco de villas agrícolas, con restos de cerámica, un sarcófago plano y una lápida sepulcral epigrafiada, realizada en mármol cárdeno, en la que se nombra el municipio de Fravasosón, que parece denotar el nombre romano de Alcaudete, que seria "Fravasosón"; la inscripción en concreto es la siguiente:
Q. VALERIUS OPTATUS
AUGUSTALIS. PERP.
HUIC. MUNICIPII
FRAVASOSON LIGITANORUM.
CENAS. PVBLICAS. DECREVIT
ET. LOCUM IN QUO
STATUAS. SIBI, UXORI
LIBERIS Q. PONERET.
LOCO ASIGNATTO
PONENDAS CURAVIT
La traducción que da Argote Molina así como la interpretación es: "Quinto Valerio Optato, sacerdote perpetuo de los emperadores, habiéndole concedido los del gobierno del municipio Fravasosonense de los pueblos ligitanos por decreto público que comiese en los convites públicos y dándole lugar señalado en que pusiese estatua y las de su mujer e hijos, él las mandó poner".
Con ello Argote Molina, con pocas posibilidades de error, deduce que el nombre de Fravasoson es el que designaba la ciudad romana que se encontraba en lo que hoy son las afueras de la ciudad por su lado E.
La traducción debida a Masdeu es la siguiente: “El orden o Magistrado del Municipio Fravasosona, en los Ligitanos, en agradecimiento a los beneficios públicos de Q. Valerio Optato, seviro augustal perpetuo, ordenó cenas públicas y señaló lugar en que se erigiesen estatuas a él, a su mujer y a sus hijos, y el cuido de que pusieran en lugar señalado”.
Si consideramos que el lugar del hallazgo de la inscripción señalada fuese el enclave del Municipio Fravasoson, cosa probable pero no demostrada, se podría pensar que dicho núcleo de población se pudo asentar en lo que hoy es Fuente Amuña y Cerro de los Santos o en sus proximidades. Esta hipótesis se puede fundamentar en que la lápida a que nos estamos refiriendo apareció al pie de la Sierra Ahillos y a media legua de Alcaudete (aproximadamente 2,5 km.) y que sólo en los dos lugares antes expresados, al menos de los que tenemos noticia, han aparecido restos iberorromanos.
Aunque existen numerosos vestigios de esta época en el término de Alcaudete, solo podemos considerar como focos de población de cierta importancia uno que debió estar hacia la parte N. y E. del pueblo actual (Parque de la Fuensanta, Protegidas, Barrio de Belén) y no sobre los antiguos poblados. La necrópolis se encontraba por el actual campo de fútbol y la gasolinera del Ruedo, pues se han hallado restos de tumbas, monedas, piedras de molino, espadas y cerámica en esta zona. En 1960 se encontró una lápida sepulcral con la siguiente inscripción:
D.M.S.
L. CAECILIVS C
SER. SEVERVS. TI
ANNOR. XXX
PlVS. IN. S.
HIC. S.E.S.T.T.
L.I.N.F.P. XX IN. A.
La traducción es la siguiente: “Consagrado a los dioses Manes, Lucio Cecilio Severo, hijo de Cayo, de la tribu Sergia, de 30 y (...) de edad, piadoso para con los suyos, está aquí sepultado. Te sea la tierra leve. Enfrente de este lugar hay 20 pies, dentro del campo”.
Hace pocos años apareció en la excavación del actual campo de fútbol un sarcófago de plomo, de paredes y tapa lisas, con una longitud de 18 dm .  Otros hallazgos de los que tenemos noticias, entrenador los que se encuentran varias inscripciones, se han perdido o han sido destruidas.
Entre la Sierra Ahillos y la de Chircales hubo otro núcleo de población romana. En él han aparecido tumbas formadas por “tegulae”, fíbulas, cerámicas en terra sigillata, un sarcófago de plomo (que la ignorancia destrozó) y una estela, al parecer sepulcral, con la siguiente inscripción:
MINICIA C. F.
MODERATA
La traducción de la misma es la siguiente: “Minicia Moderata hija de Cayo”.
Esta estela (o lápida) se encuentra fragmentada a partir del texto citado, por lo que desconocemos el resto el contenido que, sin duda alguna, debió de existir.
Otro núcleo de población romana debió estar en el Vado Hondo (Venta Espejo), donde se han hallado cerámicas, mosaicos, un togado. piedras de molino, etc..
Lo que parece estar fuera de duda, actualmente, es que la Villa de Alcaudete no fue la antigua “Nunditanum”, que perteneció jurídicamente, según el historiador Plinio, al Conventus Cordubensis, puesto que no ha aparecido ningún resto que así lo indique.
Otras lápidas han aparecido en el Camino Viejo de la Fuensanta, otra en el Corral de Galán; y, en el Cerro de los Burros, en Bobadilla, una estela.
En la Sala 6 del Museo Arqueológico Nacional estuvo expuesta una lápida encontrada en Alcaudete (aunque no se sabe exactamente donde) cuya inscripción es:
M. VALERIAE FAUSTINE
H.S.S.	S.T.T.L.
En el siglo pasado existía (hoy en día, se desconoce su paradero) una lápida en un cortijo que fue propiedad de la familia Adán. Medía una vara y media de larga y servía de poyo en la entrada del cortijo. Con caracteres muy bien conservados se leía las siguientes inscripción:
OCTAVIS TAVSTlNVS
AN. LX
ANNIA PHILVSAX
AN. L
PISITSSS VTI
Recientemente se ha descubierto una nueva estela, la cual está realizada en granito (?) gris oscuro, de gran dureza, rota por su parte media. La parte inferior conserva un resalte. Superficie pulimentada y sin adornos en la cara que presenta la inscripción y en las laterales, mientras que la cara posterior está desbastada escasamente. Mide 232 x 55/58 x 30/33 cm.. Las letras miden 8 cm. en la primera línea; 7 cm. en la segunda y tercera; 5 cm. en la cuarta y 6 cm. la quinta, con una separación de 1,5 cm. entre la primera y segunda líneas, al igual que entre la segunda y tercera, siendo de 1 cm. en las siguientes. Interpunción normal. Las letras son capitales cuadradas de buena factura, ductus regular y firme. La incisión es triangular y profunda. Las letras llevan terminaciones muy marcadas. La "A” de "FIRMA" presenta nexo con la “M”. Apareció a inicios del año 1988 en las obras de excavación que se realizaron con motivo de la urbanización de un terreno situado al E. del actual Club Polideportivo de Alcaudete a unos 20 m del muro que rodea este complejo. Durante algunos años se conservó una de las dos partes en que se encuentra partida, a unos 150 m del lugar junto a la casa de campo, junto con otras dos losas de iguales características (tamaño, material, pulimentadas por tres de sus cuatro caras, etc.), pero sin presentar ningún tipo de inscripción o moldura visible. Posteriormente fue trasladado todo al Museo Arqueológico Provincial de Jaén. A continuación transcribimos y comentamos. El texto, repartido en cinco líneas, es como sigue:
P. CINClVS
P. F. SER. PAT
ANILLA. P. L. FIRMA
POSVlT. L. ClNC.	P. F.
L. P. CXXX
La posible trascripción sería: P(ublius) Cincivs / P(ublii) F(ilio) SER(gia) Pat / ANILLA P(ublii) L(iberta) FIRMA / POSVIT L(ucii) CINC(ius) P(ublii) F(ilio) / L(ocus) P(edum) CXXX
Y la posible traducción: Publio Cincio Pat, hijo de Publio, de la tribu Sergia. Anilla, liberta de Publio, puso, Lucio Cincivs, hijo de Publio, terreno sagrado de 130 pasos alrededor.
También en el término municipal de Alcaudete han aparecido dos esculturas de época romana: una un togado decapitado y mutilado, de grandes dimensiones y actualmente sito en uno de los paseos de la alameda del cortijo de “Fuente Orbes", al pie de la Sierra del mismo nombre, y que según parece no fue encontrada allí, sin que se sepa exactamente su origen. Esperando hacer en otra ocasión un estudio en profundidad de esta estatua es de resaltar en la misma sus grandes proporciones, muy superiores a las normales, y, en su sencillez, una belleza y armonía de volúmenes realmente extraordinarias.
La otra de Herakliskos o Hércules niño, mutilada en parte, en la que se puede apreciar la clava con la que, según la Mitología, venció a un león, cuya piel se puede apreciar cubriéndole las espaldas. Sobre esta escultura, el padre Recio Verganzones presentó en el XIV Congreso Nacional de Arqueología un trabajo que voy a resumir aquí: en 1964, D. Antonio Ruiz Bermúdez se encontró fortuitamente esta estatua de Heracles niño en una zona cercana a la finca "La Rinconada", muy próxima a la ciudad ibero-romana de Encina Hermosa, perteneciente al término municipal de Castillo de Locubín. La existencia en el mismo lugar de piedras labradas, tégulas, restos de cerámica, etc., hace presumir que la estatua, junto a los otros restos pertenezcan a una villae romana, dependiente de una ciudad cercana. Las dimensiones de la estatua son de 58 cm × 31 cm de anchura máxima. Está realizada en mármol blanco, desprovista de cabeza y algo mutilada de piernas y brazos. Actualmente se encuentra en poder de Manuel Mata Funes.
Herakles, héroe (semi-dios) griego personificaba la fuerza, y era imagen del hombre que triunfa de su destino, según los estoicos. Personificaba también la dedicación al servicio y amparo de la Humanidad. Según la Mitología se dedicaba a los más duros trabajos por el bien público, siéndole atribuidas numerosas hazañas realizadas en numerosos países. Por todo ello se le daba culto en numerosos lugares. El culto a Heracles era frecuente en esta región de la Bética romana, como se demuestran por las numerosas y extraordinarias estatuas del mismo encontradas en Alcalá, Martos, Montoro, etc.. Sin embargo, son raras las de Heracles-niño encontradas en España y en el resto del Imperio romano. Es en el Museo de las Termas de Roma en donde existe otra estatua, en todo parecida a la que estamos tratando, salvo en la colocación de la piel del león que en ambas aparece. En España, solamente en el Museo Arqueológico de Burgos se encuentra una estatua de este dios-niño que pueda comparase a la de Alcaudete. Ante todo esto surge la pregunta de si este Heracles-niño recibía algún tipo de culto. En efecto, era posible que lo tuviese, aunque sólo lo fuese en pequeños santuarios domésticos y locales, y en villas y jardines particulares.
El sarcófago paleocristiano, que actualmente se encuentra en poder de la familia Navarro Alcalá-Zamora, pudo ser encontrado en la zona donde se ubica el actual Parque de la Fuensanta. Puede ser encuadrado dentro de la primera mitad del siglo IV. Además del relieve, que representa al Helios-Cristo (Sol) radiado, se distinguen en él dos escenas bíblicas, una del Nuevo Testamento y otra del Antiguo. La primera es la negación de Pedro, en la que aparece éste mirando a Cristo y señalando el gallo, mientras que Jesús sostiene con una mano un volumen cerrado, y con la otra se dirige al apóstol. En la otra parte se ve al profeta Daniel rezando, sin ropa alguna, y dirigiendo la mirada al profeta Habacuc y los leones. También hay un personaje con barbas que bien pudiera representar a Dios-Padre. Esta pieza escultórica apareció hace bastantes años en un lugar próximo a Alcaudete, no se sabe exactamente donde. Cronológicamente se puede situar entre los años 315 y 325, época en la que se nota una singladura entre lo popular y los clásico.
Existe un puente tardo-romano con reformas medievales de un solo ojo sobre el río Víboras, cerca del puente metálico ferroviario posterior que aún se conserva en buen estado junto con restos de calzada.

## Edad Media
Será la Edad Media la época en que mayor preponderancia tendrá la villa, estando dominado todo este periodo por la dominación árabe y las guerras de reconquista por parte de los cristianos de la península.

### Época visigoda
En la época de los visigodos, Alcaudete debió quedar bajo la influencia de los vándalos, aunque no lo ocuparan militarmente. Cuando los vándalos pasaron al N. de África, Alcaudete sería invadido por los suevos, aunque tampoco llegaron a establecerse. En el 554 los bizantinos ocuparon el SE. de España y pese a que Alcaudete no queda, probablemente, dentro de su zona de dominio político directo, si tendría un fuerte influjo cultural sobre la zona, como se puede observar en los escasos elementos que nos han llegado a nuestras manos. Cuando el reino visigodo se descompone y desaparece, Alcaudete conserva su cultura y civilización romanas, aunque también hubo núcleos de población visigoda, como lo prueban los restos hallados en el término (Cerro del Azulejo, Parque, Fuente Orbes, etc.), tales como un sarcófago, un altar, pie de altar, etc..
Entre los restos que se encuentran muy escasamente, han aparecido solamente un mosaico en buen estado en el Cerro del Azulejo. Otros restos han aparecido en el mismo casco de la población, aunque de menor importancia, creyéndose que es precisamente por haberse superpuesto a estos restos visigodos, la cultura árabe y la posterior cristiana, el hecho de encontrarse tan escasos restos.
El sarcófago de Alcaudete, cuyos fragmentos se conservan en la sala 8 del Museo Arqueológico Nacional, procede de alguno de los antiguos poblados cristianos, o templos de Alcaudete. Sobre su estilo y cronología hay diversas opiniones, pero casi todas coinciden en que el sarcófago está inspirado en el arte oriental, quizá bizantino; pero es, ciertamente, de taller provincial, o tal vez local, dada su rusticidad artística. Pertenece al periodo de mediados del siglo VI, hasta la mitad del siguiente. El frontal del sarcófago es de piedra porosa negruzca. Está roto en dos fragmentos, con una longitud de 1,24 m y una altura de 0,54 m. Fue localizado en Alcaudete en el año 1884, formando parte del pesebre de un establo. Presenta un frontis dividido en dos campos o pisos, enmarcados por un listón central que recuerda los sarcófagos paleocristianos del siglo IV. Son tres las escenas que en el relieve se presentan: la resurrección de Lázaro, la lucha entre David y Goliat, y Daniel en la cueva de los leones. En la primera aparece la momia de Lázaro, medio incorporada; la rodean tres personajes: María o Marta, Cristo (con la mano izquierda mutilada) y cinco personajes más. En la segunda se ve, en el centro, las figuras de David y Goliat, del cual sólo se aprecia su cabeza con casco, y a un lado y otro sus ejércitos. David tiene agarrada, con la mano izquierda, la cabeza de Goliat, y en la derecha empuña una espada. La tercera escena ocupa el centro del friso, y va enmarcada en un círculo. Daniel está sentado y, a su espalda, aparecen las cabezas de dos leones; delante hay otro león y restos de un cuarto.
La mesa de altar o tapa de pila bautismal es una losa de arenisca, de 77 cm de largo por 74 cm de ancho y 8 cm de grosor. Una de sus caras tiene los bordes tallados en zarcillos con un recuadro de línea ondulada. En el rectángulo central va tallada con tres surcos una gran cruz, cuyos brazos están unidos en el centro de un disco plano que serviría, si se tratase de mesa de altar para fijar el cáliz. Tal vez se trate de una de las típicas pilas bautismales visigodas cuyos hallazgos son frecuentes en la zona de Córdoba, Jaén y Sevilla, en función de sus motivos ornamentales. Pertenece, cronológicamente, al periodo de mediados del siglo VI hasta la mitad del siguiente siglo. Actualmente se encuentra en el Museo Arqueológico Nacional.
Un fragmento de una columna cuadrada apareció en el parque de la Fuensanta. Se trata de un fragmento de una columna que tienen unas dimensiones de 0,4 m de lado por 0,25 m de alto. Las cuatro caras están enmarcadas por dos listones laterales que dejan un espacio central. En tres de las caras este espacio está ocupado por hojas y racimos de vid, mientras que la cuarta carece de dichos elementos decorativos encontrándose lisa. Este fragmento debió de pertenecer a un soporte que iría con las cuatro caras al aire, ya que éstas se encuentran trabajadas y no tendría sentido labrarlas para que alguna de ellas quedaran empotradas entre elementos de construcción. Los elementos decorativos de esta pieza eran muy frecuentes en la iconografía visigoda de tipo religioso, lo que nos hace pensar en que dicha columna fuera el soporte, o uno de los soportes del altar de una Iglesia. Digamos a este respecto que Gómez Moreno hace referencia a la existencia en Alcaudete de una iglesia visigoda y que existen datos sobre una ermita de esta época dedicada a la Virgen de la Fuensanta.

### Época árabe
En el año 715, el caudillo Tarik se apoderó de Alcaudete, en posesión hasta entonces de los visigodos.
En el 715, Tarik, camino de Toledo y siguiendo las calzadas romanas, tomaba Alcaudete. Los árabes, que aquí se instalaron en pequeño número, no lo hicieron en el poblado visigótico del parque, sino en torno a una antigua torre romana situada en un cerro. Reforzada y acondicionada, fue el antiguo castillo. Alrededor fueron creciendo las cinco murallas y el núcleo urbano. Entre este año y el 888, Alcaudete sufrió diversos saqueos, junto con Jaén y otros pueblos de la provincia por rebeldes árabes. Finalmente, Abderramán III en el 888 forma un ejército y se apodera de la ciudad.
En esta primera época lo más importante fue la sublevación de los mozárabes y muladíes contra los emires de Córdoba, lo que motivó que uno de estos, Abd Allah, enviara a su propio hijo en el 894, y destruyera el castillo primitivo, al igual que hizo con los de Luque y Priego de Córdoba. Abderramán III se apoderó definitivamente de Jaén y de Alcaudete, en el año 912 a 918.
Durante el Califato hubo un largo periodo de paz. La agricultura prosperó, incluso con nuevos cultivos como la morera, para el gusano de seda. Había muchos manantiales (Serrano Díaz dice que Alcaudete -Medina al-Qabdat-, significa "ciudad de los manantiales"). Hay variantes como Algaldair, Alcabdet, Algatdat, Algaidac, más la primera. Las fuentes actuales tienen nombres árabes, como Zaide, Zagales, Alcubilla, Amuña y Benamazor.
En los siglos siguientes Alcaudete será testigo del paso de diferentes ordas militares musulmanas, así en el 1090 es conquistado por los almorávides.
En el siglo XII y dada su posición estratégica político-militar, Alcaudete se convertirá en un importante punto de intercambios.
Como podemos observar, la auténtica trayectoria histórica de la villa comienza durante la época musulmana en torno al actual emplazamiento, donde levantaron un castillo, que actuó como aglutinante de un pequeño núcleo de población en principio, fortalecido a su vez por un cinturón amurallado, cuyos vestigios, aún son hoy visibles. En este sentido conviene señalar dos rasgos importantes de Alcaudete, destacados ya por Idrisi durante el siglo XII, que son su fortaleza o "fuerte considerable, bien poblado, construido al pie de una montaña que mira al occidente" y su mercado, "muy concurrido".
Esta actividad comercial estaría en función de su privilegiada situación en un cruce de caminos equidistante de Córdoba, Jaén y Granada.
De entre los personajes más relevantes de esta villa durante este período debemos destacar la figura de Ahmad B. Zakariya b. Mas’ud al-Ansari Abu Yafar al-Kassad, que fue almocri, es decir, lector del Corán en la mezquita, y además recitador de poesías religiosas, transmisor de la tradición profética del Islam, insigne estudioso de la lengua árabe, prestigioso comentador del libro del Corán, y brillante profesor de gramática árabe y de cultura general. Nación entre los años 1156/7 y murió en Córdoba.

### Época cristiana
Se sabe que en 1085, Alfonso VI, acompañado por el Cid, tomó Alcaudete. Lo vuelve a retomar Yusuf y en 1212 tras la batalla de las Navas, lo recupera Alfonso VIII, manteniéndola en su poder hasta 1214 en que volvió a manos de los musulmanes cuando se pierde nuevamente y, Fernando III “el Santo” (1217-1252), la reconquista en 1243. El rey Fernando IV "el Emplazado" (1285-1312), murió en Alcaudete. Vuelve a perderse y en el 1340, la recobra Alfonso XI “el Justiciero” (1311-1350), definitivamente. Quedó ya en poder de los reyes cristianos y cedido a la casa de Córdoba, y después a las de Oropesa, Alba y Frías.
A partir del siglo XIII, cuando la mayor parte de la depresión Bética se vio envuelta en el torbellino militar que culmina con la conquista de Fernando III de la Andalucía del Guadalquivir y la creación del último estado musulmán, la villa de Alcaudete, situada en la línea divisoria de las Subbética, frontera natural y política entre los dos reinos fluctuó alternativamente entre Castilla y Granada. Así, Fernando III la conquistó en repetidas ocasiones en 1225, 1240 y 1245 a los musulmanes y estos de las de aquel en otras tantas, incluso en posteriores reinados, como bajo la minoría de edad de Fernando IV, en que fue arrebatada entre 1299 y 1300 por Muhammad II, incorporándola nuevamente a la frontera del reino granadino. Los monarcas nazaríes retuvieron la villa no solo militar, sino incluso diplomáticamente, con un firme y decidido interés en mantenerla en su territorio, dado su valor de enclave fronterizo y estratégico, según se puede deducir de los tratados de paz realizados con Castilla a comienzos del siglo XIV. Pero si por la diplomacia no fue posible recuperarla, Fernando IV lo intentó por la fuerza de las armas, cercándola en la primavera-verano de 1312, aunque por su enfermedad tuvo que retirarse a Jaén, donde moriría días más tarde, mientras que "el infante don Pedro que fincara en la hueste afinco a los moros tanto fasta que le dieron la villa e entregaron la lunes cinco días de septiembre".
Estas vicisitudes hacen que durante los siglos XIII y XIV, la población disminuyera notablemente, quedando solo la guarnición militar. Las casas eran pocas y dentro del recinto amurallado. A mediados del siglo XIV queda definitivamente en poder de los cristianos, así como Alcalá la Real, lo que hace que ya no se encuentre en primera línea con los árabes. Alfonso Xl concede privilegios con objeto de atraer nuevos habitantes y poco a poco estos aumentan, así como las edificaciones.
Esta conquista marcó un cambio en los anteriores propietarios de la villa, que dejó de ser patrimonio de la Orden de Calatrava en el obispado de Jaén, si bien esta continuó como beneficiaria y recipendiaria de "las dos partes de todo el diesmo del dicho lugar e de su término por composiçion que era entre la dicha orden e el obispo e el cabildo de la Eglesia de la noble çibdat de lahen", pasando a depender ahora de la Corona como villa de realengo: "porcue al tiempo que el rey don Fernando, mio padre, que Dios perdone, ganó el lugar de Alcabdete de lo moros lo detovo en si e lo tenemos nos agora en quanto la nuestra merced fuese”; según palabras de Alfonso XI. Fue también este monarca que de una forma firme y definitiva se planteó la repoblación de la villa para consolidar la definitivamente en el territorio castellano, como resultado de una concepción global de afianzamiento y refuerzo de los enclaves fronterizos, mediante la concesión de una amplia serie de ventajas, mercedes y exenciones a "todos los vecinos e moradores que agora moran e hicieren morar e poblar a Alcaudete de aquí adelante". De esta manera la empresa repobladora de la villa contó y se vio reforzada por unos privilegios de carácter jurídico-político, como la concesión del fuero de Córdoba a la villa de Alcaudete, así como el mismo "status" de libertades y franquicias de los vecinos de aquella ciudad, derecho de asilo para redención de los homicianos, dependencia de la justicia real a la población alcaudetense; y como complemento, por una serie de privilegios, o mejor dicho, de ventajas comerciales y económicas como exenciones de impuestos de tráfico a las personas, diezmos, veintena, portazgo, montazgo, castillería, pasaje, peaje, roda, etc. y del impuesto comercial o alcabalas, donación de la aldea de Cabañas, normativa para realizar el repartimiento de la villa y término de Alcaudete; libertad de saca de cereal y otros mantenimientos para abastecimiento de la villa.
En el último tercio del siglo XIV, instalada ya la dinastía Trastámara en el trono castellano, se produjo un cambio radical en la historia de la villa al ser enajenada de la Corona y donarla en merced a un particular como señorío. Una de las ramas de los Fernández de Córdoba, la de Montemayor, asentó su base territorial y estableció un amplio marco jurisdiccional sobre la villa y término de Alcaudete hasta finalizar el Antiguo Régimen, primero como señorío y luego como condado. Entre los señores de la vilIa de Alcaudete a lo largo de la baja Edad Media hay que señalar: Alonso Fernández de Córdoba y Montemayor (1372-1390). D. Martín Alonso de Córdoba y Montemayor (1390-1428). D. Alonso Fernández de Córdoba y Montemayor (1426-1459). D. Martín Alonso de Córdoba y Montemayor (1459-1489). D. Alonso Fernández de Córdoba y Montemayor (1489-1521). D. Martín Alonso de Córdoba y Velasco (1521-1558), sexto señor y primer conde de la Casa de Alcaudete.
El siglo XV muestra el desarrollo y afianzamiento del régimen señorial en Alcaudete, iniciado anteriormente, la pervivencia de la frontera, aunque cada vez más alejada, que tuvo una triple influencia en la vida de la villa: militarmente va a ser escenario de la última gran algarada granadina por tierras castellanas que concluyó con el cerco de la misma por el ejército de Muhammad VII, la conversión a su vez de la villa en enclave y plataforma de entrada de las tropas castellanas en territorio granadino, sobre todo en la guerra de Granada, y socialmente la frontera no fue una barrera infranqueable, sino más bien una línea de separación entre dos mundos que estaban más relacionados de lo que hoy pudiera pensarse, como lo testimonian instituciones originarias (alcaide entre moros y cristianos, alfaqueques, fieles del rastro, etc.) o los continuos intercambios comerciales. En este sentido, Alcaudete jugó un importante papel dentro del comercio granadino-castellano, como lugar de trueque e intercambios en la frontera de ambos estados durante los momentos de paz y tregua. Concretamente con la capitulación provisional de tregua realizada en Jaén el 11 de abril de 1439, se regulaba este carácter de mercado fronterizo estipulando "que los cristianos y judíos del reino de Castilla puedan entrar en el de Granada con sus mercancías no vedadas, precisamente por Alcalá la Real y hasta Puerto Lope, y no más allá; y que los moros que vinieren a Castilla con mercancías, siempre por el camino de Alcalá puedan llegar hasta Alcaudete, y no más adelante.
En 1455 la grandeza, conjurada, intentó prender a Enrique IV durante su estancia en Alcaudete, pero, avisado a tiempo por D. Iñigo de Mendoza, aquel logró marchar secretamente a Córdoba.
A finales del siglo XV vuelve a disminuir la población a consecuencia de las matanzas de judíos. Los que no murieron se marcharon. Fueron sustituidos por los gitanos, que acudieron en gran número y se establecieron, hacia el año 1470, dejando su nomadismo, y favorecidos por el mismo Martín Alonso de Montemayor señor de la ciudad. Los Reyes Católicos pasaron por aquí en varias ocasiones durante el año 1490, e incluso firmaron varios decretos.
Durante la guerra de la conquista de Granada, sirvió de base de aprovisionamiento y punto de partida para expediciones. Terminada la conquista pierde su carácter militar, aunque conserva guarnición y alcaide, hasta mediados del siglo XVII.
Martín Alonso de Montemayor entró en Granada, con el séquito de los Reyes Católicos, el 2 de enero de 1492, según consta en el archivo de la Casa de Alba. Iba con la artillería, en unión del Alcaide de Soria, con 300 lanzas y 200 peones.

## Edad Moderna
La vida de la villa, al finalizar la guerra de Granada y en los años de la primera mitad del siglo XVI, va a cambiar en todos los sentidos. Por una parte, ante la concesión de jurisdicción sobre Somotin y Fines, villas del recién conquistado reino de Granada, la señorialización encuentra su momento máximo, siendo entonces concedido el título de conde al sexto señor de la villa, D. Martín Alfonso de Córdoba y Velasco, tal vez en recompensa de los servicios prestados a la Corona como corregidor de Toledo, capitán general y virrey del reino de Navarra. El primer conde D. Martín continuo unido a la Corona en diversos servicios, siendo nombrado alcaide, gobernador y capitán general de Oran, Alcazarquivir y Tremecen, donde encontró la muerte de manos de los musulmanes.
D. Martín Alonso de Córdoba y Velasco, séptimo señor y primer conde de Alcaudete, apodado "Martín Zancajo", porque, según cuenta la leyenda, de sus largas espuelas siempre pendían jirones arrancados de las túnicas de sus enemigos. Era hijo del famoso Martín “Pies de Hierro", fundador de Santa Clara y terror de los moros de la vega de Granada. Don Martín Alonso se casó con Doña Leonor de Pacheco. Durante mucho tiempo fue gobernador de Orán. Murió en 1558 en la fortaleza de Arceu (África), sitiado y con dos mil hombres. El ejército sitiador, árabe y turco, de Barbarroja, estaba formado por 50.000 soldados. Don Martín, sólo, salió de la fortaleza a luchar con sus enemigos; sus capitanes y soldados se negaron a acompañarle. Él les dijo: "Salgo a morir para que no pierdan su honra mis casas de Alcaudete y Montemayor". Barbarroja quedó tan admirado del valor de aquel hombre que prohibió cortarle la cabeza, como era de costumbre hacer con el vencido, y, respetando su cadáver, lo envió a sus familiares de Orán, de allí, en caja de plomo, fue traído a Alcaudete y enterrado bajo el altar de Santa Clara. Su más importante hecho de armas fue la conquista de la ciudad de Tremecen.
La fantasía popular, basándose en personajes y hechos más o menos reales, crea a veces, con gran imaginación e ingenio, leyendas, que de una manera oral se van transmitiendo de generación en generación, dando a los pueblos un halo sugestivo y misterioso, al que tan aficionadas son las gentes que en ellos habitan.
De Martín Alonso de Córdoba y Velasco dice la Crónica del Rey Juan II: “...era caballero muy bueno, y mucho esforzado, a quien llamaban los moros Martín zancajo”. Dice el Abad de Rute en su "Historia de la Casa de Córdova" que este mote se lo pusieron los moros porque usaba en las batallas, a caballo unas espuelas de asta, más largas y agudas que las ordinarias, y con ellas, cuando andaba envuelto con los enemigos durante la pelea, sacando el pie del estribo les hería malamente, sacudiéndoles a la par con los pies y con las manos”. Causaba tanto espanto a los moros, entre los que era muy famoso, que sólo con oír su nombre temblaban de miedo. Su pequeña figura se veía engrandecida sobremanera por su ardoroso coraje y su extraordinaria grandeza de espíritu.
Por todo esto no tiene nada de extraño el que su memoria haya quedado como símbolo de seguridad y valor para los habitantes de Alcaudete. Su recuerdo se ha conservado siglo tras siglo, de padres a hijos, perdurando aún hoy en día en algunas ancianas que asustan a los niños pequeños, para que se duerman pronto, con que "va a venir Martinillo Zancajo". Este miedo proviene de algunas presuntas apariciones de las que después hablaremos.
Cuenta la leyenda que, enterrado como costumbre era, con su traje de guerrero (armadura, espuelas, yelmo, etc.), su espíritu se constituyó en defensor y protector de Alcaudete, y en especial del convento de Santa Clara, y de sus moradoras, tanto en el aspecto espiritual como en el material, continuándose ininterrumpidamente esta protección hasta nuestros días. Las monjas de este convento, fieles guardadoras de esta tradición, aún creen en la sombra benéfica de D. Martín. Así se da como cierto el que, cuando una monja de Santa Clara se encuentra en las últimas postrimerías de su vida, sin posibilidad alguna de recuperación, se le aparece "Martinillo Zancajo". En esta decisiva visita le comunica inminente de su muerte, confortándola y dándole ánimos para que supere cristianamente momento tan trascendental. De esta manera hace posible y contribuye a que las monjas agonizantes se preparen del modo más conveniente a su situación, alcanzando el premio eterno a una vida consagrada por entero a la oración por los demás y en el servicio a Dios.
Así mismo, se cuenta que durante las noches más oscuras de rudo invierno, cuando el pueblo solo está iluminado por el resplandor de los relámpagos, y los únicos sonidos que en él se perciben son los de los truenos y viento producidos por las furiosas tormentas, D. Martín se pasea por las antiguas y estrechas calles de su villa, especialmente por las del barrio de Santa Clara. Los poquísimos vecinos de Alcaudete, que en el transcurso de los siglos han podido presenciar este hecho, aseguran que en sus nocturnos paseos va vestido con su traje guerrero, sus pasos tienen sonido metálico, y de su armadura se desprende luminosidad radiante. Los que esto han observado quedaron atónitos y maravillados ante tal aparición, no dando crédito a sus sentidos y no atreviéndose a contarlo aún a sus más íntimos. También hay quien dice, que al frente de sus hueste de fantasmas, ataviados de guerreros a la antigua usanza, se le ha visto en varias ocasiones, especialmente en momentos cruciales para el pueblo y sus moradores, en las proximidades del cerrillo de Periponce avanzar por el camino, tantas veces por él recorrido, de Granada por el que efectuó sus múltiples y victoriosas algaradas contra los moros, formando como un ejército protector de su villa, a la que tanto contribuyó a engrandecer. Y dicen, y dicen tantas cosas de él que en realidad no se sabe donde termina la leyenda y donde comienza la historia de este legendario caballero.
Por otra parte frente al absentismo de los titulares de la villa, las autoridades locales y el concejo van a tener mayor implantación, si bien estuvo totalmente controlado por el alcaide y el alcalde mayor, ocupados por las familias de los Frías y la Casa de Angulo, siendo los Angulo-Montemayor (primos de los Condes de Alcaudete) los alcaides de la fortaleza y recibiendo, los miembros de esta Casa, sepultura en el Castillo por dispensa del Conde de Alcaudete. Esta oligarquía local la componía un reducido número de familias de hidalgos, militares, etc., que ocuparon los principales oficios del concejo. 
Por otra parte, finalmente, el papel de mercado jugado por la villa anteriormente va a perderse, apareciendo en la primera mitad del siglo XVI un absoluto predominio de las actividades agrarias; siendo este el marco histórico en el que se iniciará y llevará a cabo la mayor parte de la obra de construcción de la iglesia de Santa María la Mayor de Alcaudete.
Los cristianos fueron edificando casas con gran influencia árabe: patios centrales, arcadas y columnas de piedra negra de la Pedrera. Durante el siglo XVI crece también la población rural. Aparecen núcleos de casas de campo, en tierras de pastos o de agricultura, que darán origen a los núcleos de Noguerones, Bobadilla y Sabariego, aunque no como pueblos. Se llegan a alcanzar 1555 casas, de ellas 1189 en el núcleo central y 306 en el término.
La plaza fue el lugar de un importante mercado. Primero solo estaba los puestos provisionales, pero poco a poco, se fueron construyendo tiendas, tabernas, fondas, etc., con carácter definitivo. Tenía soportales, y en ella se celebraban festejos taurinos. Los toros se guardaban en unos corrales que había entre el Alcaudetejo y la calle Llana, en jaulas. Entraban a la plaza por la calle del Toril y salían por la calle Santa María, hasta el Arrastradero, ya muertos.
Durante los siglos XVI y XVII se siguió construyendo junto a los edificios religiosos, como S. Pedro, Convento de Sta. Clara, Convento de S. Francisco, Convento del Jesús y Convento del Carmen, ermitas de S. Marcos, Sta. Ana, S. Sebastián, S. Antón, S. Cristóbal, Sta. Catalina y Sta. Cruz. Por la zona de S. Francisco se formaron nuevas calles: Alta, Baja y Zagales. Las puertas de las murallas conservan sus nombres, tales como Puerta del Sol (Cuesta del Cerro), la de Alcalá (Muralla), la de Luque (Cerril), la de Carretas, Puerta Mora y Puerta Muñoz.
La Inquisición estuvo establecida en Alcaudete en una casa de la calle Torres Ortega. Fue nombrado Comisario de la misma el cura de la parroquia de S. Pedro, D. Pedro Fernández de Pedregosa, el 14 de diciembre de 1640.
Se tiene la seguridad de que Santa Teresa de Jesús visitó Alcaudete y pernoctó en el convento de Santa Clara, franciscanas terciarias de esta localidad, siendo abadesa la hija del conde de Alcaudete. En el Refectorio de este convento figura una lápida conmemorativa de este acontecimiento, con el siguiente texto: “ En el 1575, en el mes de marzo pernoctó en este convento y en esta habitación enfermería la mística doctora Santa Teresa de Jesús. El descanso de su jornada, fue consagrar las horas que debía al reposo, a cuidar a las religiosas enfermas. Dioles la dulce medicina de su espíritu consolándolas y fortaleciéndolas”.
Santa Teresa fue patrona de Alcaudete antes que la Virgen de la Fuensanta. Este nombramiento se cree que fue motivado, no solo por la estancia de la Santa en la ciudad, sino también por la influencia de que gozaron las carmelitas descalzas del convento de la Encarnación, fundado en el siglo XVI, y del que sólo nos queda hoy la iglesia del Carmen.
También se tienen fundadas razones para creer que en este convento se alojó S. Juan de la Cruz, primer carmelita descalzo y elemento fundamental en la reforma del Carmelo.
A finales del siglo XVII y principios del XVIII, disminuye la construcción. A finales de este último siglo vuelve a impulsarse, y de esa época datan las construcciones civiles más importantes. Reina más seguridad en el pueblo, lo que hace que se desarrolle la vida económica y aumente la población a unos 5.000 o 6.000 habitantes, cifra muy alta para la época.
Durante los siglos XlV al XVII, los señores de Alcaudete fueron los descendientes de Martín Alonso de Montemayor, que usaron este título hasta que fue transformado en Condado.

## Edad Contemporánea
En el siglo XIX, el Condado de Alcaudete, que pertenecía a la casa de Alba, pasa a la del Duque de Frías. Durante la guerra de la independencia, en 1808, el pueblo de Alcaudete obligó a rendirse a una escolta francesa de caballería que se había alojado en el Mesón del Conde. También los alcaudetenses tomaron parte en la batalla de Bailén, con un destacamento mandado por D. Diego de Aguilera.
En 1836 hubo aquí una gran batalla entre carlistas y liberales. En general carlista Gómez llegó a Alcaudete el 29 de noviembre, procedente de Cabra y con destino a Martos. Se detuvo con sus tropas a descansar. Pero aquella misma noche entró el general liberal Alaix y rodeó el pueblo con cuatro compañías. Gómez, tras una durísima batalla, tuvo que huir con sus soldados supervivientes hacia Martos, pasando el río Víboras por un vado y un puente que ellos mismo construyeron. Por la mañana, calles y plazas aparecieron llenas de muertos.
Uno de los personajes más destacados de esta época fue José de Torres Ortega, que nació en Valdepeñas de Jaén, el 13 de marzo de 1833, trasladando muy pronto su residencia a Alcaudete, donde pasó el resto de su vida. Falleció el 2 de enero de 1902. Fue Alcalde de esta ciudad, distinguiéndose por su honrada, eficaz y acertada gestión para los intereses de Alcaudete. Posteriormente ostentó el cargo de Consejero Provincial. Cuando fueron constituidas las Diputaciones Provinciales fue diputado muchos años, llegando a alcanzar la presidencia del citado organismo. Formó parte de la Junta de Reformas Provinciales, que funcionó después de la Restauración y tantos beneficios trajo. Siendo Presidente de la Diputación creó el Gabinete Antirrábico en el Hospital Provincial, de gran importancia en aquel tiempo, debido a la cantidad de casos de rabia que de continuo se producían. Perteneció a la Distinguida y Real Orden de Carlos III. 
Otro ilustre alcaudetense lo fue el primer marqués de la Fuente del Moral, don Francisco de Adán y Castillejo, Presidente de la Diputación de Jaén, diputado por los liberales, Gran Cruz de Isabel la Católica y Comendador de la Orden de Carlos III. Su hermano Rafael Adán, Gobernador Civil de varias provincias durante el Sexenio Revolucionario y la Primera República Española. 
D. Juan Montilla y Adán, fue otro de los personajes más importantes e influyentes de nuestro pueblo. Nació en 1856 y vivió en una casa situada encima de la Fuente de la Villa, actualmente desaparecida, y en la que figuraba una lápida conmemorando la efemérides de su nacimiento. Estudió Jurisprudencia en Granada, ganó plaza en el Cuerpo de Abogados del Estado y, más tarde, marchó a Madrid, donde ejerció la abogacía simultaneándola con el periodismo y la política. En 1881 fue elegido diputado por el distrito de Guadix, representando diversos distritos en sucesivas legislaturas. Tras haber desempeñado los cargos de Director General de Comunicaciones, y Fiscal del Tribunal Supremo, fue nombrado Ministro de Gracia y Justicia en el último gobierno de la Regencia de María Cristina. También formó parte del primer gobierno de Alfonso XIII. Murió en 1903.
Por último, cabe destacar la figura de don Antonio Romero Toro, marqués de Romero-Toro, Caballero del Santo Sepulcro, Senador Vitalicio y Presidente de la Diputación de Jaén.
Durante la guerra civil (1936-1939), Alcaudete estuvo situado en la zona republicana, casi en la línea del frente. La frontera estaba en el río San Juan. El puente de Baena y el de Alcalá fueron cortados. El pueblo sufrió bastantes bombardeos aéreos, destacando el de marzo de 1938, que destruyó Santa Clara. El 28 de marzo de 1938 también fue cañoneado durante la batalla de Cornicabra, y el que destruyó S. Francisco. Igualmente, fue bombardeado el palacete del Marqués de Fuente Moral por la Aviación Nacional, al haber asaltado dicho palacio las tropas republicanas y haber establecido allí su cuartel.
Después de la guerra se han construido barrios nuevos, como el de las Protegidas, Belén y la Paz, así como el Parque y el paseo de la Fuensanta, y el nuevo santuario de la patrona, Virgen de la Fuensanta, que había sido destruido por los terremotos del año 1951.
En los últimos años el aspecto urbano de Alcaudete ha mejorado notablemente. Se han pavimentado numerosas calles, han surgido nuevas y modernas edificaciones y se ha extendido el pueblo hacía el E., hasta el punto de dar origen a nuevas calles, situadas entre el parque y la carretera de la Fuensanta. Uno de los aspectos más destacados de esta mejora es el escolar, con la construcción y funcionamiento de tres Colegios de Enseñanza Primaria, uno de Párvulos y dos de Enseñanza Secundaria. Hay, también, una guardería infantil y un hogar del jubilado, de reciente creación.
- Datos: Q5898912